# William Mönnich
William Mönnich, född 29 augusti 1913 i Kristiansand, Norge, död 14 oktober 1989, var en norsk-svensk målare, illustratör och formgivare.
Han var son till affärsmannen Frantz Mönnich och Sigrid Thorsen samt gift första gången 1950 med Isabella Wrangel. Han studerade konst i Berlin 1932-1936, i Oslo 1936-1937, i London 1938-1939 samt i Köpenhamn 1946. Separat ställde han ut i Norge 1946 och 1948 och medverkade i några norska samlingsutställningar. Han flyttade därefter till Sverige och blev Svensk medborgare 1955 och medverkade i ett flertal svenska samlingsutställningar bland annat på Gummesons konsthall 1949-1952, Liljevalchs konsthall, Kristianstads konserthus samt HSB-salen i Stockholm. Till hans offentliga arbeten hör en mosaikfasad på en fastighet i Vällingby och en portalanläggning av smide i Östersund. Hans konst består av sommarlandskap, stadsutsikter och icke-föreställande dekorativt hållna figurationer utförda i olja, akvarell, gouache eller tempera. Som illustratör medverkade i ett flertal norska tidskrifter. Mönnich är representerad vid bland annat Nationalmuseum, Stockholm med formgivna plastföremål.